# Réserve indienne séminole de Brighton
La réserve indienne séminole de Brighton (en anglais : Brighton Seminole Indian Reservation) est une réserve indienne située au nord-est du comté de Glades en Floride aux États-Unis. La réserve, située sur la rive nord-ouest du lac Okeechobee, est une réserve de la tribu amérindienne des Séminoles. Ces derniers y gèrent un casino.
La réserve a une superficie d'environ 36 000 acres (146 km2) et une population de 695 habitants selon l'American Community Survey.